# Сурьмяная охра
Сурьмя́ная о́хра (частично устар.), сурьмяные охры (нем. аntimonocker, фр. antimon ochre, англ. antimony ochre) — продукт выветривания антимонита или окисления самородной сурьмы (последнее встречается значительно реже), имеющий порошковатую форму при цвете в диапазоне от коричнево-жёлтого или розово-жёлтого до беловатого или белёсого (выцветшего). Кроме антимонита, одним из основных источников возникновения природных смесей сурьмяных охр является также бурнонит, который в зонах выветривания легко окисляется с образованием нескольких вторичных минералов, в том числе, и сурьмяных охр.:14
Установлены также множественные случаи образования сурьмяных охр по буланжериту. В зонах активного выветривания веерообразные выделения буланжерита иногда бывают целиком превращены в светложёлтые вторичные сурьмяные минералы, хотя значительно чаще охры встречаются в виде плотных налётов или землистых скоплений желтого цвета различных оттенков.:48

## История и свойства
Обычно сурьмяные охры представляют собой не какой-либо чистый минерал (одну из форм охр), а смесь из двух или нескольких минералов: валентинита, ромеита, сенармонтита, стибиконита, сервантита, иногда с инородной примесью лимонита или кварца.
В минералогическом смысле слова сурьмяные охры представляют собой нечётко ограниченную группу вторичных минералов сурьмы класса оксидов и гидроксидов. Прежде других к числу сурьмяных охр относятся сервантит, ромеит и стибиконит,:330 однако их число отнюдь не исчерпывается тремя перечисленными. В разные времена в этот условный список входили также другие названия, часть из которых в настоящее время признана синонимами или региональными (историческими) разновидностями. К примеру, среди вторичных сурьмяных минералов по буланжериту преобладают валентинит, биндгеймит и стибиконит.:48
В XIX веке под общим названием сурьмяной охры также подразумевали три раздельно существующих минерала, особо оговаривая, что «настоящая же сурьмяная охра, съ составомъ Sb2O3 + Н2О, быть можетъ и вовсе не существуетъ».:237 Август Брейтгаупт называл жёлтой сурьмяной рудой (нем. Gelbantimonerz) минерал, который, по результатам лабораторного анализа Платнера, состоял главным образом из сурьмянокислого кальция. Двумя остальными «сурьмяными охрами» считались стиблит (стибиконит) и сервантит, описываемые соответственно, как водная окись сурьмы с удельным весом около 5,28 и безводная окись сурьмы с удельным весом в 4,08.:237
Сурьмяные охры — попутные рудные минералы, зачастую более сложные для получения сурьмы, чем основной антимонит, к тому, они в природе встречаются в небольших количествах, чаще всего как примесь или налёт, отчего в отдельном виде применяются редко. Кроме того, присутствие охр в сурьмяных рудах приводит к дополнительным сложностям в операциях обогащения минерального сырья, вызывает необходимость корректировки реагентного режима, введения в технологическую схему операции гравитационного обогащения, а в ряде случаев даже необходимость перехода от гидрометаллургического к более дорогим пирометаллургическим методам переработки концентратов.:122 Своё собирательное название сурьмяные охры получили по аналогии, за внешнее сходство со светлыми охрами по консистенции и окраске, иногда разительное. Кроме того, сурьмяные охры привлекали причудливыми переходами цветов, похожие на побежалости. Имея все оттенки соломенно-жёлтого в разной степени интенсивности, они зачастую переходили с одной стороны основного минерала в желтовато-серый, а с другой — в желтовато-коричневый тон.:489

## Основные минералы
- Сервантит (англ. Cervantite)[4]:330 или белая блестящая сурьмяная руда — тетраоксид сурьмы с идеальной формулой Sb2O4 или, в более подробной форме, Sb3+Sb5+O4, продукт окисления антимонита,[7]:188 наряду с валентинитом — самая светлая из сурьмяных охр, цвет имеет бледно-желтоватый, белый или грязно-белый.
- Стибиконит[8]:8 (англ. Stibiconite)[4]:330 или куменгит — минерал класса окислов непостоянного состава с условной формулой (Sb3+,Ca)2-xSb25+(O,OH)6-7•nH2O, цвет колеблется в зависимости от состава в диапазоне белый, кремово-белый, бледно-желтый, сероватый, оранжевый, коричневатый. Название стибиконит очень характерно для всей группы сурьмяных охр; от латинского Stibium — сурьма и греческого χονίς (конис) — пыль, порошок.
- Стиблит (нем. Spiessglanzocker, фр. Stibiconise)[9]:372 — вторичный минерал класса окислов-гидроокислов, установленный в 1847 году (Блюм и Дельфс)[10]:129 и широко известный в минералогии XIX века,[5]:236-237 представлял собой аморфные бледно-желтоватые выделения, встречающиеся в ассоциации с блейниеритом (биндгеймитом) и джемсонитом, был обнаружен на руднике Тревинник, недалеко от Энделлиона, Корнуолл.[9]:372  В настоящее время считается синонимом стибиконита.
- Ромеит (англ. Romeite)[4]:330 — минерал класса окислов из группы стибиконита с расчётной формулой (Ca,Na,Fe,Mn)2Sb25+O6(O,OH,F), цвет от светло-жёлтого или желтовато-коричневого до красноватого или бурого. Известен в пяти разновидностях, образующих отдельную группу ромеита:[11] атопит, шнеебергит, маузелиит, веслинит, льюисит.[12]
- Валентинит (англ. Valentinite)[1]:18 — одна из простейших окисных сурьмяных охр, представляющая собой оксид сурьмы с расчётной формулой Sb2O3. В сурьмяных охрах обычно встречается в смеси с другими окислами сурьмы.
- Сенармонтит (англ. Senarmontite)[13]:189 — минерал того же химического состава, что и валентинит, встречается реже, отличаясь сингонией и образует довольно крупные октаэдрические кристаллы, бесцветные, прозрачные, белые или серые.
- Фольгерит (англ. Volgerite, устар.) — ещё одна из разновидностей стибиконита, ныне также утерявшая статус минерального вида, форма минеральной сурьмяной кислоты, установленная в середине XIX века немецким геологом Отто Фольгером[нем.] как сурьмяная охра на алжирских рудниках в провинции Константина. Имеет белый или белёсый цвет.[7]:188

## Галерея сурьмяных охр

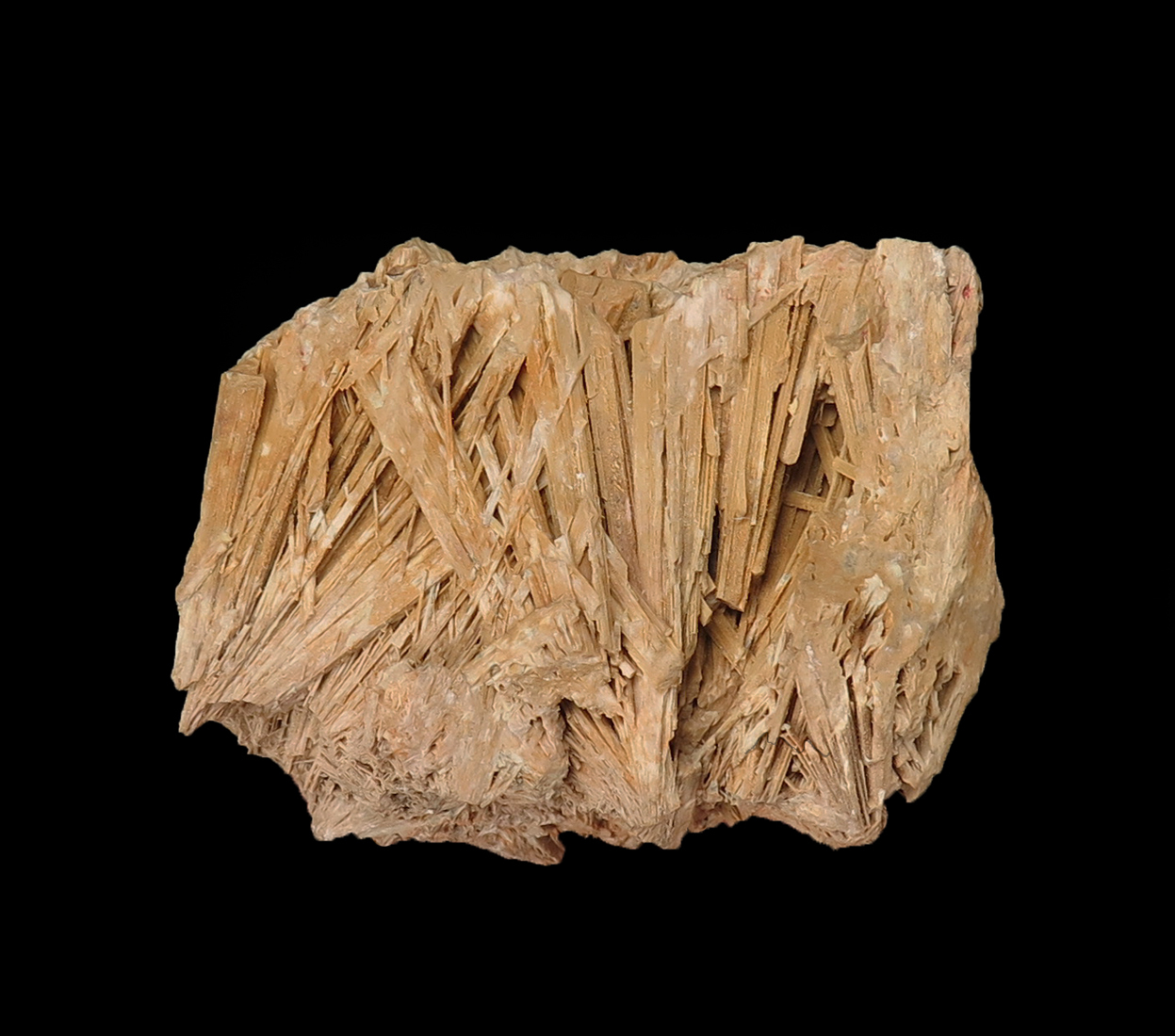
Сервантит
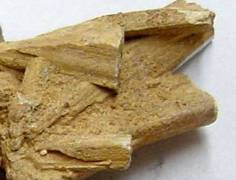
Стибиконит
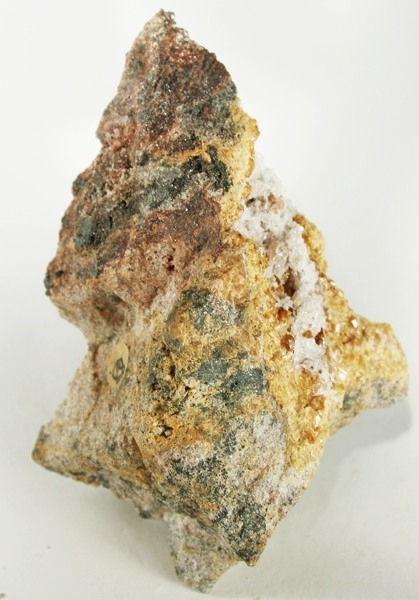
Ромеит
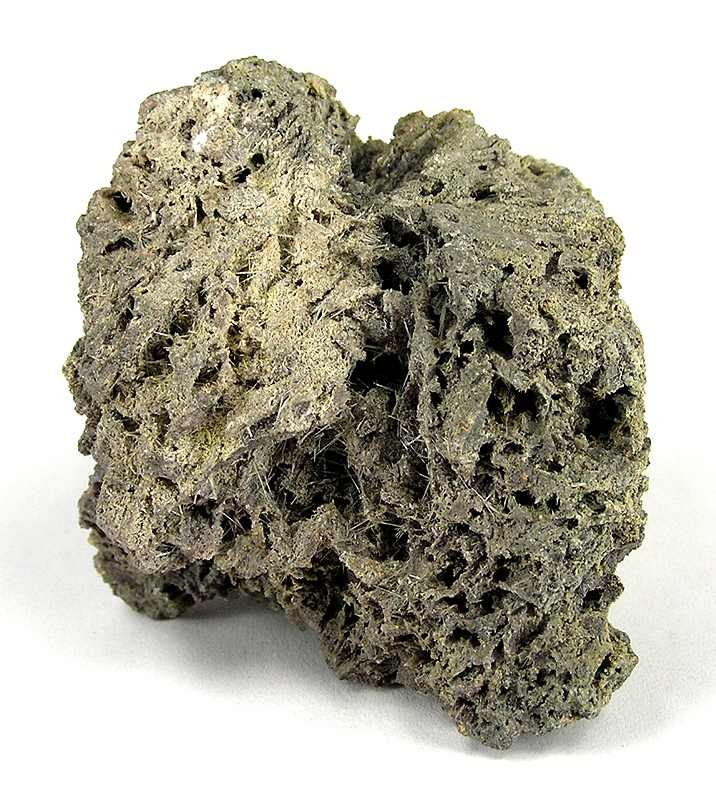
Валентинит
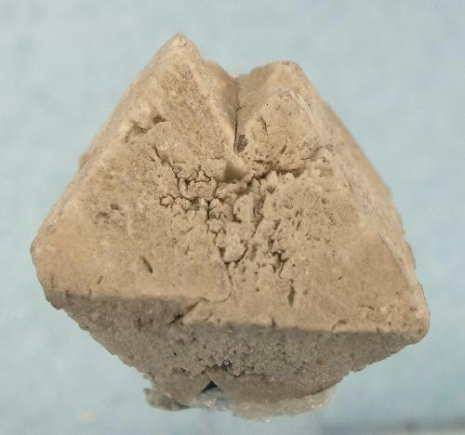
Сенармонтит